# Campeonato Sudamericano de Clubes Campeones
El Campeonato Sudamericano de Clubes Campeones fue un torneo de baloncesto organizado por la Confederación Sudamericana de Baloncesto y posteriormente por FIBA Américas. Se disputó anualmente en una sede designada, entre los equipos campeones de la liga de cada país, más el ganador de la edición anterior.
Fue la primera competición internacional disputada entre clubes de baloncesto de América del Sur, siendo el principal torneo en importancia hasta 1993. Con el surgimiento del Campeonato Panamericano de Clubes en 1993, la Liga Sudamericana de Clubes en 1996 y la Liga de las Américas en 2007, pasó a ocupar el tercer lugar en importancia, hasta que fue descontinuado en 2008.
La primera vez que se habría disputado el certamen fue en 1953. El título de esta edición fue compartido entre Flamengo (Brasil), un combinado de la Provincia de Santa Fe (Argentina) y Olimpia (Paraguay). Sin embargo, hinchas del Club Atlético Olimpia de Uruguay y algunos medios sostienen que fue este el ganador y en 1946; pese a no haber sido campeón de su país en 1945 y que su torneo de 1946 terminó en enero de 1947.
El equipo que más veces ganó este torneo es el Sírio de Brasil, en ocho ocasiones.

## Campeonatos
| Edición | Año           | Sede                         | Campeón                                 | Subcampeón                                        |
| ------- | ------------- | ---------------------------- | --------------------------------------- | ------------------------------------------------- |
| (1)     | 1946 Detalles | Buenos Aires                 | Olimpia · Uruguay                       | Gimnasia y Esgrima de Villa del Parque Argentina  |
| 1       | 1953 Detalles | Antofagasta                  | Flamengo Selección de Santa Fe Olimpia  |                                                   |
| 2       | 1956 Detalles | Montevideo                   | Sporting · Uruguay                      | Ateneo de la Juventud Argentina                   |
| 3       | 1958 Detalles | Quito                        | Sporting · Uruguay                      | San Lorenzo Argentina                             |
| 4       | 1961 Detalles | Asunción                     | Sírio Brasil                            | Olimpia Paraguay                                  |
| 5       | 1965 Detalles | São Paulo                    | Corinthians Brasil                      | Tabaré · Uruguay                                  |
| 6       | 1966 Detalles | São Paulo                    | Corinthians Brasil                      | Liga Deportiva Estudiantil Ecuador                |
| 7       | 1967 Detalles | Antofagasta                  | Thomas Bata · Chile                     | Welcome · Uruguay                                 |
| 8       | 1968 Detalles | Montevideo                   | Sírio Brasil                            | Welcome · Uruguay                                 |
| 9       | 1969 Detalles | Guayaquil                    | Corinthians Brasil                      | Liga Deportiva Estudiantil Ecuador                |
| 10      | 1970 Detalles | Punta Arenas                 | Sírio Brasil                            | Atenas · Uruguay                                  |
| 11      | 1971 Detalles | Arequipa                     | Sírio Brasil                            | Sportiva Italiana · Chile                         |
| 12      | 1972 Detalles | São Paulo                    | Sírio · Brasil                          | Olimpia · Uruguay                                 |
| 13      | 1974 Detalles | Mercedes, Salto y Montevideo | Franca Brasil                           | Peñarol · Uruguay                                 |
| 14      | 1975 Detalles | La Paz                       | Franca Brasil                           | Obras Sanitarias Argentina                        |
| 15      | 1977 Detalles | Corrientes y Buenos Aires    | Franca Brasil                           | Palmeiras Brasil                                  |
| 16      | 1978 Detalles | São Paulo                    | Sírio Brasil                            | Franca Brasil                                     |
| 17      | 1979 Detalles | Isla de Margarita            | Sírio Brasil                            | Guaiqueríes Venezuela                             |
| 18      | 1980 Detalles | Cúcuta                       | Franca Brasil                           | Sírio Brasil                                      |
| 19      | 1981 Detalles | Asunción y Encarnación       | Ferro Carril Oeste Argentina            | São José Brasil                                   |
| 20      | 1982 Detalles | Buenos Aires y Montevideo    | Ferro Carril Oeste Argentina            | Obras Sanitarias Argentina                        |
| 21      | 1983 Detalles | Buenos Aires y Montevideo    | Peñarol · Uruguay                       | Monte Líbano Brasil                               |
| 22      | 1984 Detalles | Tarija y Sucre               | Sírio Brasil                            | River Plate Argentina                             |
| 23      | 1985 Detalles | Limeira y Jundiaí            | Monte Líbano Brasil                     | Deportivo San Andrés Argentina                    |
| 24      | 1986 Detalles | Buenos Aires                 | Monte Líbano Brasil                     | Ferro Carril Oeste Argentina                      |
| 25      | 1987 Detalles | Valparaíso y Santiago        | Ferro Carril Oeste Argentina            | Monte Líbano Brasil                               |
| 26      | 1988 Detalles | Caracas                      | Trotamundos de Carabobo Venezuela       | Atenas de Córdoba Argentina                       |
| 27      | 1989 Detalles | Asunción                     | Trotamundos de Carabobo Venezuela       | Biguá · Uruguay                                   |
| 28      | 1990 Detalles | Quito                        | Franca Brasil                           | San Pedro Pascual Ecuador                         |
| 29      | 1991 Detalles | Franca                       | Franca Brasil                           | Atenas de Córdoba Argentina                       |
| 30      | 1992 Detalles | Montevideo                   | Biguá · Uruguay                         | Franca · Brasil                                   |
| 31      | 1993 Detalles | Córdoba                      | Atenas de Córdoba Argentina             | Franca · Brasil                                   |
| 32      | 1994 Detalles | Lima                         | Atenas de Córdoba Argentina             | Olimpia de Venado Tuerto Argentina                |
| 33      | 1995 Detalles | Bucaramanga                  | Cesp/Río Claro · Brasil                 | Hebraica y Macabi · Uruguay                       |
| 34      | 1996 Detalles | Concepción y Talca           | Independiente de General Pico Argentina | Cesp/Río Claro · Brasil                           |
| 35      | 1998 Detalles | Tarija                       | Vasco da Gama · Brasil                  | Welcome · Uruguay                                 |
| 36      | 1999 Detalles | Río de Janeiro               | Vasco da Gama · Brasil                  | Bauru · Brasil                                    |
| 37      | 2000 Detalles | Valencia                     | Trotamundos de Carabobo Venezuela       | Vasco da Gama · Brasil                            |
| 38      | 2001 Detalles | Isla de Margarita            | Delfines de Cabimas Venezuela           | Espartanos de Margarita Venezuela                 |
| 39      | 2002 Detalles | Valdivia                     | Delfines de Miranda Venezuela           | Deportivo Valdivia · Chile                        |
| 40      | 2003 Detalles | Maracaibo                    | Delfines de Miranda Venezuela           | Gimnasia y Esgrima (Comodoro Rivadavia) Argentina |
| 41      | 2004 Detalles | Asunción                     | Boca Juniors Argentina                  | Delfines de Miranda Venezuela                     |
| 42      | 2005 Detalles | Rafaela                      | Boca Juniors Argentina                  | Unitri/Uberlândia · Brasil                        |
| 43      | 2006 Detalles | Barquisimeto                 | Boca Juniors Argentina                  | Guerreros de Lara Venezuela                       |
| 44      | 2007 Detalles | Brasilia                     | Minas Tênis · Brasil                    | Boca Juniors Argentina                            |
| 45      | 2008 Detalles | Guayaquil                    | Biguá · Uruguay                         | Libertad de Sunchales Argentina                   |

## Palmarés

### Títulos por equipo
| Equipo                       | País      | Títulos | Subtítulos | Años Campeón                                   |
| ---------------------------- | --------- | ------- | ---------- | ---------------------------------------------- |
| Sírio                        | Brasil    | 8       | 1          | 1961, 1968, 1970, 1971, 1972, 1978, 1979, 1984 |
| Franca                       | Brasil    | 6       | 3          | 1974, 1975, 1977, 1980, 1990, 1991             |
| Boca Juniors                 | Argentina | 3       | 1          | 2004, 2005, 2006                               |
| Ferro Carril Oeste           | Argentina | 3       | 1          | 1981, 1982, 1987                               |
| Corinthians                  | Brasil    | 3       | 0          | 1965, 1966, 1969                               |
| Trotamundos de Carabobo      | Venezuela | 3       | 0          | 1988, 1989, 2000                               |
| Atenas de Córdoba            | Argentina | 2       | 2          | 1993, 1994                                     |
| Monte Líbano                 | Brasil    | 2       | 2          | 1985, 1986                                     |
| Delfines de Miranda          | Venezuela | 2       | 1          | 2002, 2003                                     |
| Vasco da Gama                | Brasil    | 2       | 1          | 1998, 1999                                     |
| Biguá                        | Uruguay   | 2       | 1          | 1992, 2008                                     |
| Sporting                     | Uruguay   | 2       | 0          | 1956, 1958                                     |
| Rio Claro                    | Brasil    | 1       | 1          | 1995                                           |
| Peñarol                      | Uruguay   | 1       | 1          | 1983                                           |
| Olimpia                      | Uruguay   | 1       | 1          | 1946                                           |
| Olimpia                      | Paraguay  | 1       | 1          | 1953                                           |
| Flamengo                     | Brasil    | 1       | 0          | 1953                                           |
| Selección de Santa Fe        | Argentina | 1       | 0          | 1953                                           |
| Independiente (General Pico) | Argentina | 1       | 0          | 1996                                           |
| Minas Tênis                  | Brasil    | 1       | 0          | 2007                                           |
| Thomas Bata                  | Chile     | 1       | 0          | 1967                                           |
| Delfines de Cabimas          | Venezuela | 1       | 0          | 2001                                           |
| Welcome                      | Uruguay   | 0       | 3          |                                                |
| Liga Deportiva Estudiantil   | Ecuador   | 0       | 2          |                                                |
| Guaiqueríes                  | Venezuela | 0       | 2          |                                                |
| Obras Sanitarias             | Argentina | 0       | 2          |                                                |
| Deportivo San Andrés         | Argentina | 0       | 1          |                                                |
| Gimnasia y Esgrima (CR)      | Argentina | 0       | 1          |                                                |
| Gimnasia y Esgrima (VP)      | Argentina | 0       | 1          |                                                |
| Libertad de Sunchales        | Argentina | 0       | 1          |                                                |
| Olimpia de Venado Tuerto     | Argentina | 0       | 1          |                                                |
| River Plate                  | Argentina | 0       | 1          |                                                |
| San Lorenzo                  | Argentina | 0       | 1          |                                                |
| Bauru                        | Brasil    | 0       | 1          |                                                |
| Palmeiras                    | Brasil    | 0       | 1          |                                                |
| São José                     | Brasil    | 0       | 1          |                                                |
| Unitri/Uberlândia            | Brasil    | 0       | 1          |                                                |
| Deportivo Valdivia           | Chile     | 0       | 1          |                                                |
| Sportiva Italiana            | Chile     | 0       | 1          |                                                |
| San Pedro Pascual            | Ecuador   | 0       | 1          |                                                |
| Atenas                       | Uruguay   | 0       | 1          |                                                |
| Hebraica y Macabi            | Uruguay   | 0       | 1          |                                                |
| Tabaré                       | Uruguay   | 0       | 1          |                                                |
| Guerreros de Lara            | Venezuela | 0       | 1          |                                                |
| Ateneo de la Juventud        | Argentina | 0       | 1          |                                                |

### Títulos por país
| País      | Títulos | Subtítulos |
| --------- | ------- | ---------- |
| Brasil    | 24      | 13         |
| Argentina | 10      | 14         |
| Uruguay   | 6       | 9          |
| Venezuela | 6       | 4          |
| Chile     | 1       | 2          |
| Paraguay  | 1       | 1          |
| Ecuador   | 0       | 3          |